# 治田インターチェンジ
治田インターチェンジ（はったインターチェンジ）は、三重県伊賀市治田にある名阪国道のインターチェンジである。

## 道路
- E25 名阪国道（19番）

## 接続する道路
- 三重県道687号治田山出線

## 周辺
- ENEOS/ENEOSウイング名阪治田インターTS（ガソリンスタンド、24H）
- コスモ/エネクスフリート名阪治田インターSS（ガソリンスタンド、24H）
- 名阪工業団地

### バス停
インターから100メートルほど離れた所に治田インターバス停があり、三重交通の路線が停車する。
- 60系統：国道山添 行、上野市駅 行

## 隣
E25 名阪国道
(18) 白樫IC - (19) 治田IC - (20) 五月橋IC